# Láneo
Láneo (Llaniu en asturiano y oficialmente) es una parroquia del concejo asturiano de Salas (España) y un lugar de dicha parroquia. El lugar de Láneo es la única población de la parroquia. Su templo parroquial está dedicado a San Lorenzo.
Según el INE en 2023 albergaban una población de 96 habitantes (49 varones y 47 mujeres) y ocupa una extensión de 5,16 km². El lugar se encuentra a 17 km de la villa de Salas, capital del concejo, a 66 metros de altitud sobre el nivel del mar. Está a una altitud de 70msnm, en la Vega del Río Narcea.
Se ha identificado un castro en la zona denominada precisamente El Castro, y se ha sugerido la existencia de otro en el otro extremo de la población, en el lugar denominado La Cerca de Llourico.
Entre 1961 y 1991 se cultivaron plantas de tabaco en la parroquia, primero dependiendo de la empresa holandesa Mont Tabac y más tarde de Tabacalera. La producción era enviada a la Fábrica de Tabaco de Gijón para realizar puros. A finales del siglo XX dejó de cultivarse debido a su escasa rentabilidad.
Sus fiestas, dedicadas a San Lorenzo, se celebran el 10 de agosto.

## Arquitectura
Entre la arquitectura civil destacan las siguientes construcciones:
- Secaderos de tabaco
- Casa de Longoria (1861)
- Casa Robés
- El Llagar
- Palacio del Conde de Peñalba
- Casa el Guirrio
- Casa Carrera
- Casa Molina
- Casa García
- Cal Maderista
- La Baragaña